# Monica Okoye
Monica Okoye (Tóquio, 7 de fevereiro de 1999) é uma jogadora japonesa de basquete profissional que atualmente joga pelo Denso Iris da Women's Japan Basketball League.
Ela conquistou a medalha de prata nos Jogos Olímpicos de Verão de 2020 com a seleção do Japão.